# Natalus primus
Natalus primus är en fladdermus i familjen trattöronfladdermöss som förekommer endemisk på Kuba. Populationen listades tidvis som synonym till Natalus stramineus.

## Utseende
Vuxna exemplar har 47 till 50 mm långa underarmar och en vikt av 7 till 9,5 g. Hos arten finns två färgvarianter. De trattformiga öronen är cirka 20 mm långa. På ovansidan är hårens spets gulbrun, rödbrun eller mörkbrun och hårens basis ljusare. Undersidans hår har endast en färg. Natalus primus har en remsa av hår vid svansflyghudens kant. Avvikande detaljer av kraniet skiljer arten från andra släktmedlemmar.

## Utbredning
Före 1992 antogs tidvis att Natalus primus är utdöd men sedan hittades individer på Guanahacabibeshalvön i västra Kuba. Halvön är täckt av mangroveskogar och andra skogar. Populationen på Isla de la Juventud finns inte kvar. Under historisk tid levde arten även på Bahamas och Caymanöarna.

## Ekologi
Den kända populationen vilar på dagen i en grotta och flera kolonier med cirka 100 medlemmar sover i olika delar av grottan. Individerna jagar nattfjärilar, skalbaggar och syrsor som kompletteras med andra insekter. Efter parningen som antagligen sker i april registrerades i maj dräktiga honor.
Fladdermusens flyg påminner om en fjäril. Lätet för ekolokaliseringen börjar vid cirka 73 kHz och sedan minskar frekvensen. Lätet består av tre melodier och varje melodi är ungefär 1,8 millisekunder lång. Natalus primus delar samma grotta med 12 andra fladdermusarter. Däremot är inga blandade flockar dokumenterade.
Alla vuxna exemplar söker under den tidiga natten efter föda. Antagligen flyger de kort före gryningen tillbaka. Denna fladdermus flyger långsamt och enligt olika studier inte långt. Den lider efter kort tid av vattenbrist.

## Hot
Beståndet hotas av landskapsförändringar och störningar i grottan. En del av grottans tak rasade. Möjligtvis påverkas arten negativ av framtida klimatförändringar. På halvön inrättades ett biosfärområde. IUCN listar arten som sårbar (VU) och befarar att den snart blir utrotningshotade.